# Ordine del Principe Danilo I
L'Ordine del Principe Danilo I del Montenegro (in montenegrino: Орден Књаза Данiла I, Orden Knjaza Danila I, detto anche Ordine dell'indipendenza del Montenegro) è un ordine cavalleresco del Principato e poi del Regno del Montenegro. Esso viene concesso dalla casata dei Petrović-Njegoš, nella persona del principe Nicola del Montenegro.
L'ordine è considerato il più antico degli ordini cavallereschi del Montenegro, in quanto fondato dal Principe Danilo I del Montenegro nel 1853, col nome di Ordine di Danilo I per l'Indipendenza del Montenegro e la decorazione veniva concessa ai più notabili tra i campioni che si erano battuti per preservare l'indipendenza dello stato montenegrino.
Durante il regno di Nicola I del Montenegro, l'ordine (che aveva acquisito la prerogativa reale), ottenne due importanti riforme: nella prima, risalente al 1861 le classi vennero introdotte in numero di tre, mentre nella seconda riforma del 1873 all'ordine venne aggiunta un'ulteriore classe di merito e venne introdotta la decorazione della placca per la prima e la seconda classe.

## Classi
- Gran Croce (I Classe)
- Grande Ufficiale (II Classe)
- Commendatore (III Classe)
- Cavaliere (IV Classe)
- Membro ( V Classe)

| Nastri                | Nastri                       | Nastri                    | Nastri                |
| --------------------- | ---------------------------- | ------------------------- | --------------------- |
| Gran Croce (I Classe) | Grande Ufficiale (II Classe) | Commendatore (III Classe) | Cavaliere (IV Classe) |

## Insigniti notabili
Tra gli insigniti più notabili dell'ordine vi sono anche molti personaggi stranieri (soprattutto appartenenti a casate regnanti europee).
- Alessandro III, zar di Russia
- Nicola II, zar di Russia
- Francesco Giuseppe I, imperatore d'Austria e re d'Ungheria[1]
- Cristiano X, re di Danimarca[1]
- Principe Arturo di Gran Bretagna, duca di Connaught e Strathearn
- Mohamed Alim Khan, emiro di Bukhara
- Nikola Tesla
- Artur Schnabel
- Barone Eugen von Albori

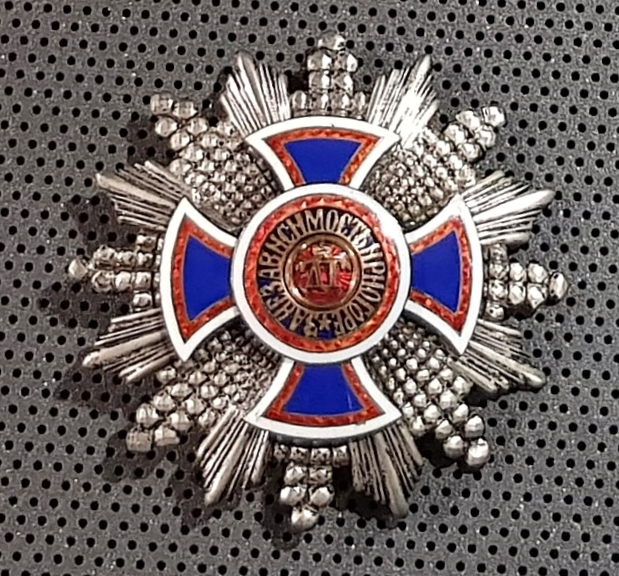
Placca dell'Ordine

- Barone Wladimir Giesl von Gieslingen
- Francina, principessa del Montenegro[4]
- Altinaï, principessa del Montenegro
- Frà Andrew Bertie, Gran Maestro del Sovrano Militare Ordine di Malta[5][6]
- Alberto II, principe sovrano di Monaco[7]
- Nicola Romanovič Romanov, principe di Russia
- Dimitri Romanovič Romanov, principe di Russia[8]
- Vittorio Emanuele di Savoia
- Emanuele Filiberto di Savoia
- Duarte Pio di Braganza, capo della Casa Reale di Portogallo, e sua moglie, Isabel de Herédia[9]
- Lorenzo d'Asburgo-Este, arciduca d'Austria-Este e principe del Belgio
- Enrico, Conte di Parigi[10]
- Ferdinando Maria di Borbone-Due Sicilie, duca di Castro[11]
- Carlo di Borbone-Due Sicilie, duca di Castro[12]

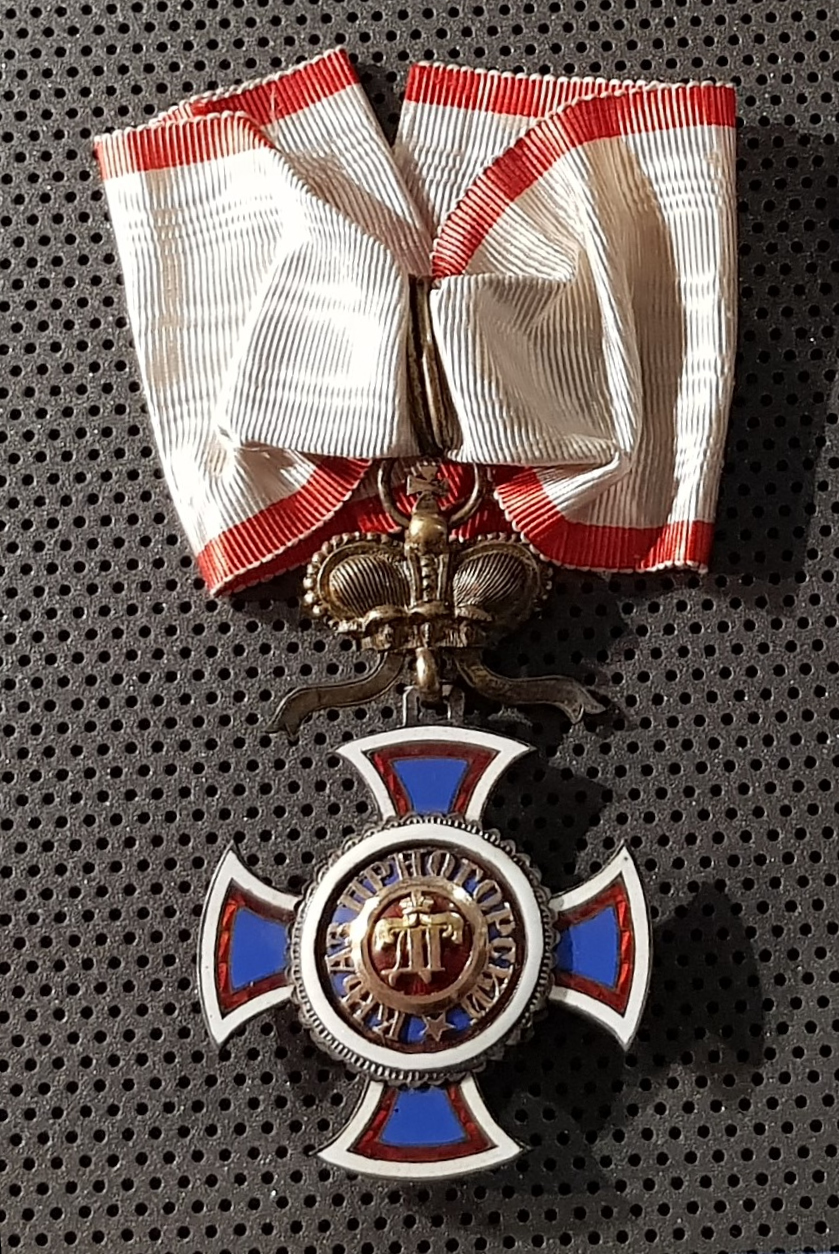
Commendatore dell'Ordine

- Filip Vujanović, già presidente del Montenegro[13][14]
- Nebojša Kaluđerović, ambasciatore del Montenegro alle Nazioni Unite[15][16]
- Antun Sbutega, ambasciatore del Montenegro presso la Santa Sede ed il Sovrano Militare Ordine di Malta[17][18]
- Gonfalone della Croce Rossa Italiana[17][19]
- Gonfalone della Regione Siciliana[20][21]
- Gonfalone della Città di Palermo[20][22]
- Gonfalone della Città di Messina
- Cardinale Pietro Parolin, Segretario di Stato Gran Croce con Placca di Brillanti
- Conte Giuseppe Tedeschi, rappresentante ufficiale della Casa Reale di Montenegro[23].
- Francesco Rocca, presidente nazionale della Croce Rossa Italiana
- Ispettore Generale Domenico Giani, comandante del Corpo della gendarmeria dello Stato della Città del Vaticano
- Gunnar Riebs, console-generale della Repubblica Slovacca
- Maria Ràtkova, mezzosoprano e contralto russo con cittadinanza italiana[24]